# UFC Fight Night: Грассо vs. Шевченко 2
UFC Fight Night: Grasso vs. Shevchenko 2, также известный как UFC Fight Night 227 или UFC on ESPN+ 85 или Noche UFC — турнир по смешанным единоборствам, организованный Ultimate Fighting Championship, который был проведён 16 сентября 2023 года в спортивном комплексе «T-Mobile Arena» в городе Лас-Вегас, штат Невада, США.
Главный бой вечера между Алексой Грассо и Валентиной Шевченко закончился вничью раздельным решением судей и Грассо сохранила за собой титул чемпионки UFC в наилегчайшем весе.

## Подготовка турнира
Турнир приурочен к празднованию Дня независимости Мексики, в связи с чем в составе участников преобладали бойцы мексиканского происхождения или с мексиканскими корнями. Изначально президент UFC Дейна Уайт хотел провести турнир на территории Мексики, но впоследствии организаторы отказались от этой идеи и запланировали проведение турнира в Лас-Вегасе на "Ти-Мобайл-Арене", на которой обычно проводятся номерные турниры. При этом, турнир также получил специальное название на испанском языке Noche UFC, что переводится как "Ночь UFC".

### Главные события турнира
В качестве заглавного события запланирован бой-реванш за титул чемпиона UFC в женском наилегчайшем весе, в котором должны встретиться действующая чемпионка этой весовой категории мексиканка Алекса Грассо и бывшая чемпионка Валентина Шевченко (#1 в рейтинге). Их предыдущая встреча состоялась в марте 2023 года на турнире UFC 285, в которой  Грассо совершила апсет, победив лидирующую по очкам Шевченко удушающим приёмом в 4-м раунде, и стала первой чемпионкой UFC мексиканского происхождения.
| Заглавное событие — Женский наилегчайший вес — Бой за титул чемпиона | Заглавное событие — Женский наилегчайший вес — Бой за титул чемпиона | Заглавное событие — Женский наилегчайший вес — Бой за титул чемпиона |
| --- | --- | -------------------------------------------------------------------- |
| Алекса Грассо | | [#1] Валентина Шевченко                                              |
| KAREN ALEXA GRASSO MONTES 34 года (22.07.1989) Рост 193 см, размах рук 203 см Гражданство: Происхождение: Место рождения: Гвадалахара, Халиско, Мексика Представляет: Гвадалахара, Халиско, Мексика «Lobo Gym MMA» Дебют в UFC — 05.01.2016 | ВАЛЕНТИНА АНАТОЛЬЕВНА ШЕВЧЕНКО «Bullet» (Пуля) 32 года (27.02.1991) Рост 185 см, размах рук 193 см Гражданство: / Происхождение: / Место рождения: Фрунзе (Бишкек), Киргизская ССР, СССР Представляет: Бишкек, Кыргызстан «Tiger Muay Thai» Дебют в UFC — 19.12.2015 |                                                                      |
| Последние бои: 04.03.2023, Валентина Шевченко (ч), SUB4 15.10.2022, Вивиани Араужу (#6), UDEC 26.03.2022, Джоанна Вуд (#7), UDEC 13.02.2021, Мэйси Барбер (#10), TKO3 29.08.2020, Ким Джи-ён (#14), UDEC                                    | Последние бои: SUB4, Алекса Грассо, 04.03.2023 SDEC, Тайла Сантус (#4), 11.06.2022 TKO4, Лорен Мёрфи (#3), 25.09.2021 TKO2, Жессика Андради (#1), 24.04.2021 UDEC, Женнифер Майя (#3), 21.11.2020                                                                    |                                                                      |

### Изменения карда
Во время организации турнира были анонсированы, но впоследствии отменены следующие поединки:
- бой в полусреднем весе, в котором должны были встретиться Шавкат Рахмонов (#6 в рейтинге) и бывший претендент на титул временного чемпиона UFC  в среднем весе (также победитель 17-го сезона шоу The Ultimate Fighter в среднем весе) Кевин Гастелум (текущий #11 в рейтинге среднего веса).[7] Гастелум отказался от боя из-за переломов костей лица, полученных на тренировке.[8]
- бой в среднем весе, в котором должны были встретиться Крис Кёртис (#14 в рейтинге) и Энтони Эрнандес.[9] Кёртис был вынужден сняться с боя из-за травмы ребра и был заменён на Романа Копылова.[10] В свою очередь, позже уже Эрнандес снялся с боя из-за разрыва связок и ему на замену на бой с Копыловым был выставлен Джош Фремд.[11]
- бой в полусреднем весе между бывшими топовыми бойцами Дэниелом Родригесом и Сантьяго Понциниббио.[12] Родригес был отстранён USADA от боя после сдачи положительного теста на запрещённое вещество остарин.[13] Организаторы планировали найти замену выбывшему бойцу, однако в начале сентября Понциниббио объявил, что не будет участвовать в мероприятии.[14]
- бой в женском минимальном весе с участием Синтии Кальвильо и Элис Рид.[15] Кальвильо была снята с боя по нераскрытым причинам и заменена на Ясмин Лусинду с переводом боя в промежуточную весовую категорию 120 фунтов.[16] В свою очередь, Рид была перенесена организаторами на другой бой, и её заменила дебютантка Жозефин Линдгрен Кнутссон, которая неделей ранее победила на Претендентской серии Дейны Уайта. Бой оставлен в промежуточной весовой категории 120 фунтов.[17]  Затем Лусинду отказалась от участия в турнире из-за нераскрытой травмы и ей на замену на коротком уведомлении была подписана ещё одна дебютантка Марник Манн. Бой между Кнутссон и Манн пройдёт в минимальном весе.[18][19]
- бой в женском минимальном весе с участием Лупиты Годинес и Сэм Хьюз. После того, как Хьюз снялась с боя по нераскрытым причинам, организаторы приняли решение разбить запланированную в 120 фунтах пару Лусинду - Рид и вернуть Рид в минимальный вес на бой против оставшейся без соперника Годинес.
- бой в лёгком весе между Натаном Леви и Алексом Рейесом.[20] Леви снялся с боя по нераскрытым причинам и на коротком уведомлении был заменён на дебютанта Чарли Кэмпбелла.[19][21]

### Анонсированные бои
| Бой | Весовая категория            | Участники боёв и их статистика перед боем (рекорд ММА / рекорд UFC / серия) | Участники боёв и их статистика перед боем (рекорд ММА / рекорд UFC / серия) | Участники боёв и их статистика перед боем (рекорд ММА / рекорд UFC / серия) | Участники боёв и их статистика перед боем (рекорд ММА / рекорд UFC / серия) | Участники боёв и их статистика перед боем (рекорд ММА / рекорд UFC / серия) | Участники боёв и их статистика перед боем (рекорд ММА / рекорд UFC / серия) | Участники боёв и их статистика перед боем (рекорд ММА / рекорд UFC / серия) | Участники боёв и их статистика перед боем (рекорд ММА / рекорд UFC / серия) | Участники боёв и их статистика перед боем (рекорд ММА / рекорд UFC / серия) | Участники боёв и их статистика перед боем (рекорд ММА / рекорд UFC / серия) | Участники боёв и их статистика перед боем (рекорд ММА / рекорд UFC / серия) | Участники боёв и их статистика перед боем (рекорд ММА / рекорд UFC / серия) |
|     |                              | Главный кард (Main Card, ESPN+)                                             |                                                                             |                                                                             |                                                                             |                                                                             |                                                                             |                                                                             |                                                                             |                                                                             |                                                                             |                                                                             |                                                                             |
| 1   | Жен. наилегчайший вес        | Алекса Грассо (Alexa Grasso)                                                | Ч                                                                           | 16-3                                                                        | 8-3                                                                         | +5                                                                          | vs.                                                                         | Валентина Шевченко (Valentina Shevchenko)                                   | #1, exЧ                                                                     | 23-4                                                                        | 12-3                                                                        | -1                                                                          | [ 22 ]                                                                      |
| 2   | Полусредний вес              | Кевин Холланд (Kevin Holland)                                               | #13 (10), CS                                                                | 25-9 (1)                                                                    | 12-6 (1)                                                                    | +2                                                                          | vs.                                                                         | Джек Делла Маддалена (Jack Della Maddalena)                                 | #14 (13), CS                                                                | 15-2                                                                        | 5-0                                                                         | +15                                                                         | [ 23 ]                                                                      |
| 3   | Легчайший вес                | Рауль Росас мл. (Raul Rosas Jr.)                                            | CS                                                                          | 7-1                                                                         | 1-1                                                                         | -1                                                                          | vs.                                                                         | Терренс Митчелл (Terrence Mitchell)                                         | TUF                                                                         | 14-3                                                                        | 0-1                                                                         | -1                                                                          | [ 24 ]                                                                      |
| 4   | Лёгкий вес                   | Даниэль Зельхубер (Daniel Zellhuber)                                        | CS                                                                          | 13-1                                                                        | 1-1                                                                         | +1                                                                          | vs.                                                                         | Христос Гиагос (Christos Giagos)                                            |                                                                             | 20-10                                                                       | 6-6                                                                         | +1                                                                          | [ 25 ]                                                                      |
| 5   | Полулёгкий вес               | Фернандо Падилья (Fernando Padilla)                                         |                                                                             | 15-4                                                                        | 1-0                                                                         | +3                                                                          | vs.                                                                         | Кайл Нельсон (Kyle Nelson)                                                  |                                                                             | 14-5-1                                                                      | 2-4-1                                                                       | +1                                                                          | [ 26 ]                                                                      |
|     |                              | Предварительный кард (Prelims, ESPN+)                                       |                                                                             |                                                                             |                                                                             |                                                                             |                                                                             |                                                                             |                                                                             |                                                                             |                                                                             |                                                                             |                                                                             |
| 6   | Жен. минимальный вес         | Лупита Годинес (Loopy Godinez)                                              |                                                                             | 10-3                                                                        | 5-3                                                                         | +2                                                                          | vs.                                                                         | Элис Рид (Elise Reed)                                                       |                                                                             | 7-3                                                                         | 3-3                                                                         | +1                                                                          | [ 27 ]                                                                      |
| 7   | Средний вес                  | Роман Копылов (Roman Kopylov)                                               |                                                                             | 11-2                                                                        | 3-2                                                                         | +3                                                                          | vs.                                                                         | Джош Фремд (Josh Fremd)▲                                                    |                                                                             | 11-4                                                                        | 2-2                                                                         | +2                                                                          | [ 28 ]                                                                      |
| 8   | Наилегчайший вес             | Эдгар Чайрес (Edgar Chairez)                                                | CS                                                                          | 10-5                                                                        | 0-1                                                                         | -1                                                                          | vs.                                                                         | Даниэл Ласерда (Daniel Lacerda)                                             |                                                                             | 11-5                                                                        | 0-4                                                                         | -4                                                                          | [ 29 ]                                                                      |
| 9   | Жен. наилегчайший вес        | Трейси Кортес (Tracy Cortez)                                                | #14 (13), CS                                                                | 10-1                                                                        | 4-0                                                                         | +10                                                                         | vs.                                                                         | Жасмин Ясудвичюс (Jasmine Jasudavicius)                                     | exT(15), CS                                                                 | 9-2                                                                         | 3-1                                                                         | +2                                                                          | [ 30 ]                                                                      |
| 10  | Лёгкий вес                   | Алекс Рейес (Alex Reyes)                                                    |                                                                             | 13-3                                                                        | 0-1                                                                         | -1                                                                          | vs.                                                                         | Чарли Кэмпбелл (Charlie Campbell)▲                                          | д, CS                                                                       | 7-2                                                                         | -                                                                           | +1                                                                          | [ 31 ]                                                                      |
| 11  | Жен. минимальный вес         | Йозефина Кнутссон (Josefine Knutsson)                                       | д, CS                                                                       | 6-0                                                                         | -                                                                           | +6                                                                          | vs.                                                                         | Марник Манн (Marnic Mann)▲                                                  | д, CS                                                                       | 6-1                                                                         | -                                                                           | +1                                                                          | [ 32 ]                                                                      |
|     |                              | Отменённые бои                                                              |                                                                             |                                                                             |                                                                             |                                                                             |                                                                             |                                                                             |                                                                             |                                                                             |                                                                             |                                                                             |                                                                             |
|     | Полусредний вес              | Шавкат Рахмонов (Shavkat Rakhmonov)                                         | #6                                                                          | 17-0                                                                        | 5-0                                                                         | +17                                                                         | vs.                                                                         | Келвин Гастелум (Kelvin Gastelum)▼                                          | #11* (3), TUF                                                               | 18-8 (1)                                                                    | 12-8 (1)                                                                    | +1                                                                          | [ 33 ]                                                                      |
|     | Средний вес                  | Крис Кёртис (Chris Curtis)▼                                                 | #14, CS                                                                     | 30-10 (1)                                                                   | 4-2 (1)                                                                     | -1                                                                          | vs.                                                                         | Энтони Эрнандес (Anthony Hernandez)                                         | CS                                                                          | 11-2 (1)                                                                    | 5-2                                                                         | +4                                                                          | [ 34 ]                                                                      |
|     | Жен. минимальный вес         | Синтия Кальвильо (Cynthia Calvillo)▼                                        | exT(2)                                                                      | 9-6-1                                                                       | 6-6-1                                                                       | -5                                                                          | vs.                                                                         | Элис Рид (Elise Reed)                                                       |                                                                             | 7-3                                                                         | 3-3                                                                         | +1                                                                          | [ 35 ]                                                                      |
|     | Полусредний вес              | Дэниел Родригес (Daniel Rodriguez)▼                                         | exT(14), CS                                                                 | 17-4                                                                        | 7-3                                                                         | -2                                                                          | vs.                                                                         | Сантьяго Понциниббио (Santiago Ponzinibbio)                                 | exT(7), TUF                                                                 | 29-7                                                                        | 11-6                                                                        | -1                                                                          | [ 36 ]                                                                      |
|     | Средний вес                  | Роман Копылов (Roman Kopylov)▲                                              |                                                                             | 11-2                                                                        | 3-2                                                                         | +3                                                                          | vs.                                                                         | Энтони Эрнандес (Anthony Hernandez)▼                                        | CS                                                                          | 11-2 (1)                                                                    | 5-2                                                                         | +4                                                                          | [ 37 ]                                                                      |
|     | Жен. минимальный вес         | Лупита Годинес (Loopy Godinez)                                              |                                                                             | 10-3                                                                        | 5-3                                                                         | +2                                                                          | vs.                                                                         | Сэм Хьюз (Sam Hughes)▼                                                      |                                                                             | 8-5                                                                         | 3-4                                                                         | +1                                                                          | [ 38 ]                                                                      |
|     | Жен. промежуточный вес (120) | Ясмин Лусинду (Iasmin Lucindo)                                              |                                                                             | 15-5                                                                        | 2-1                                                                         | +2                                                                          | vs.                                                                         | Элис Рид (Elise Reed)                                                       |                                                                             | 7-3                                                                         | 3-3                                                                         | +1                                                                          | [ 39 ]                                                                      |
|     | Лёгкий вес                   | Натан Леви (Natan Levy)▼                                                    | CS                                                                          | 8-1                                                                         | 2-1                                                                         | +2                                                                          | vs.                                                                         | Алекс Рейес (Alex Reyes)                                                    |                                                                             | 13-3                                                                        | 0-1                                                                         | -1                                                                          | [ 40 ]                                                                      |
|     | Жен. промежуточный вес (120) | Ясмин Лусинду (Iasmin Lucindo)▼                                             |                                                                             | 15-5                                                                        | 2-1                                                                         | +2                                                                          | vs.                                                                         | Йозефина Кнутссон (Josefine Knutsson)                                       | д, CS                                                                       | 6-0                                                                         | -                                                                           | +6                                                                          | [ 41 ]                                                                      |

Условные обозначения: #5 (1) — текущее (лучшее) место бойца в рейтинге, exЧ(В) — бывший чемпион (временный), exП(В) — бывший претендент на титул чемпиона (временного), exТ(3) — боец входил в рейтинг Топ-15 (лучшее место в рейтинге), д — дебютант, CS — боец участвовал в Претендентской серии Дэйны Уайта, TUF — боец участвовал в The Ultimate Fighter, TUF(W/F) — боец являлся победителем/финалистом The Ultimate Fighter, WEC/SF — боец выступал в WEC или Strikeforce до объединения этих организаций с UFC.

## Церемония взвешивания
Результаты официальной церемонии взвешивания бойцов перед турниром.
| Весовая категория и допустимый лимит в фунтах | Весовая категория и допустимый лимит в фунтах | Участники боёв и их вес в фунтах | Участники боёв и их вес в фунтах | Участники боёв и их вес в фунтах | Участники боёв и их вес в фунтах |
| --------------------------------------------- | --------------------------------------------- | -------------------------------- | -------------------------------- | -------------------------------- | -------------------------------- |
| Наилегчайший вес (женщины)                    | 125                                           | Алекса Грассо                    | 124,5                            | Валентина Шевченко               | 124,5                            |
| Полусредний вес                               | 170 (+1)                                      | Кевин Холланд                    | 170,5                            | Джек Делла Маддалена             | 171                              |
| Легчайший вес                                 | 135 (+1)                                      | Рауль Росас мл.                  | 135                              | Терренс Митчелл                  | 135,5                            |
| Лёгкий вес                                    | 155 (+1)                                      | Даниэль Зельхубер                | 156                              | Христос Гиагос                   | 156                              |
| Полулёгкий вес                                | 145 (+1)                                      | Фернандо Падилья                 | 145,5                            | Кайл Нельсон                     | 146                              |
| Минимальный вес (женщины)                     | 115 (+1)                                      | Лупита Годинес                   | 116                              | Элис Рид                         | 115,5                            |
| Средний вес                                   | 185 (+1)                                      | Роман Копылов                    | 185,5                            | Джош Фремд                       | 185,5                            |
| Наилегчайший вес                              | 125 (+1)                                      | Эдгар Чайрес                     | 126                              | Даниэл Ласерда                   | 125,5                            |
| Наилегчайший вес (женщины)                    | 125 (+1)                                      | Трейси Кортес                    | 126                              | Жасмин Ясудвичюс                 | 125,5                            |
| Лёгкий вес                                    | 155 (+1)                                      | Алекс Рейес                      | 155,5                            | Чарли Кэмпбелл                   | 155                              |
| Минимальный вес (женщины)                     | 115 (+1)                                      | Йозефина Кнутссон                | 115,5                            | Марник Манн                      | 115                              |

Все бойцы показали вес в лимитах своих весовых категорий.

## Результаты турнира
| Бой    | Весовая категория     | Результат боя        | Результат боя        | Результат боя | Результат боя | Результат боя | Результат боя      | Результат боя | Способ победы                                      | Раунд | Время | Рефери в ринге |
|        |                       | Главный кард         |                      |               |               |               |                    |               |                                                    |       |       |                |
| Бой 11 | Жен. наилегчайший вес |                      | Алекса Грассо        | Ч             | ничья         |               | Валентина Шевченко | #1            | Раздельное решение (48–47, 47–48, 47–47)           | 5     | 5:00  | Херб Дин       |
| Бой 10 | Полусредний вес       |                      | Джек Делла Маддалена | #14           | поб.          |               | Кевин Холланд      | #13           | Раздельное решение (28–29, 29–28, 29–28)           | 3     | 5:00  | Джейсон Херцог |
| Бой 9  | Легчайший вес         |                      | Рауль Росас мл.      |               | поб.          |               | Терренс Митчелл    |               | Технический нокаут                                 | 1     | 0:54  | Марк Смит      |
| Бой 8  | Лёгкий вес            |                      | Даниэль Зельхубер    |               | поб.          |               | Христос Гиагос     |               | Сдача, удушающий приём (анаконда)                  | 2     | 3:26  | Джейсон Херцог |
| Бой 7  | Полулёгкий вес        |                      | Кайл Нельсон         |               | поб.          |               | Фернандо Падилья   |               | Единогласное решение (29–28, 29–28, 30–27)         | 3     | 5:00  | Крис Тоньони   |
|        |                       | Предварительный кард |                      |               |               |               |                    |               |                                                    |       |       |                |
| Бой 6  | Жен. минимальный вес  |                      | Лупита Годинес       |               | поб.          |               | Элис Рид           |               | Сдача, удушающий приём (удушение сзади)            | 2     | 3:37  | Херб Дин       |
| Бой 5  | Средний вес           |                      | Роман Копылов        |               | поб.          |               | Джош Фремд         |               | Нокаут (удар рукой в корпус)                       | 2     | 4:44  | Марк Смит      |
| Бой 4  | Наилегчайший вес      |                      | Эдгар Чайрес         |               | vs.           |               | Даниэл Ласерда     |               | Бой не состоялся (преждевременная остановка боя) * | 1     | 3:47  | Крис Тоньони   |
| Бой 3  | Жен. наилегчайший вес |                      | Трейси Кортес        | #14           | поб.          |               | Жасмин Ясудвичюс   |               | Единогласное решение (30–27, 30–27, 29–28)         | 3     | 5:00  | Джейсон Херцог |
| Бой 2  | Лёгкий вес            |                      | Чарли Кэмпбелл       | д             | поб.          |               | Алекс Рейес        |               | Технический нокаут (удары руками)                  | 1     | 3:38  | Марк Смит      |
| Бой 1  | Жен. минимальный вес  |                      | Йозефина Кнутссон    | д             | поб.          |               | Марник Манн        | д             | Единогласное решение (30–24, 30–25, 30–27)         | 3     | 5:00  | Крис Тоньони   |

[*] Первоначальное решение о победе Чайреса технической сдачей (удушающий приём анаконда) отменено после видеопросмотра эпизода судьями; решение рефери об остановке боя признано ошибочным.
Официальные судейские карточки турнира.

## Награды
Следующие бойцы были удостоены денежного бонуса в $50,000:
- Лучший бой вечера: Бонус не присуждался
- Выступление вечера: Рауль Росас мл., Даниэль Зельхубер, Лупита Годинес, Роман Копылов и Чарли Кэмпбелл